# Город искусств и наук

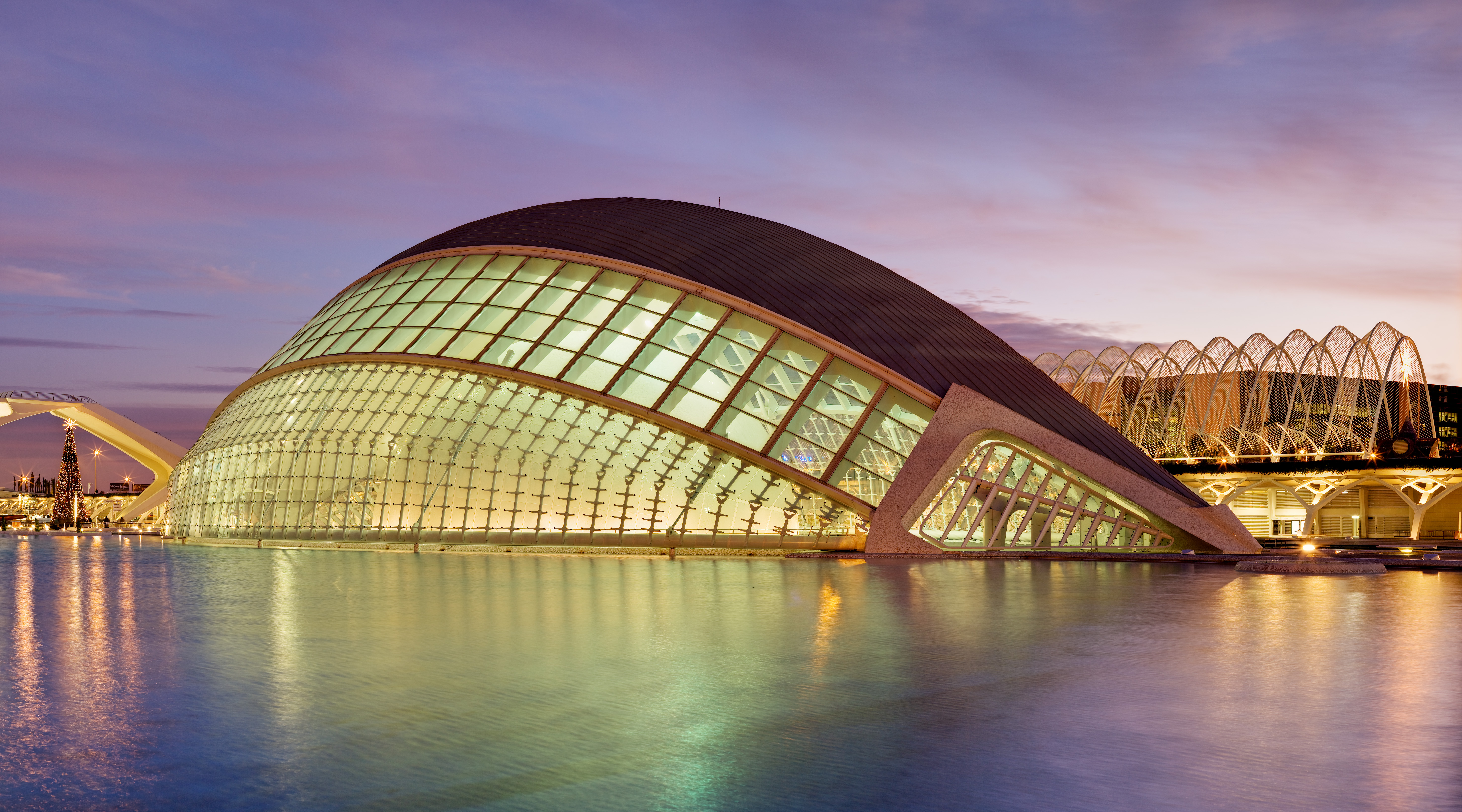
L’Hemisfèric

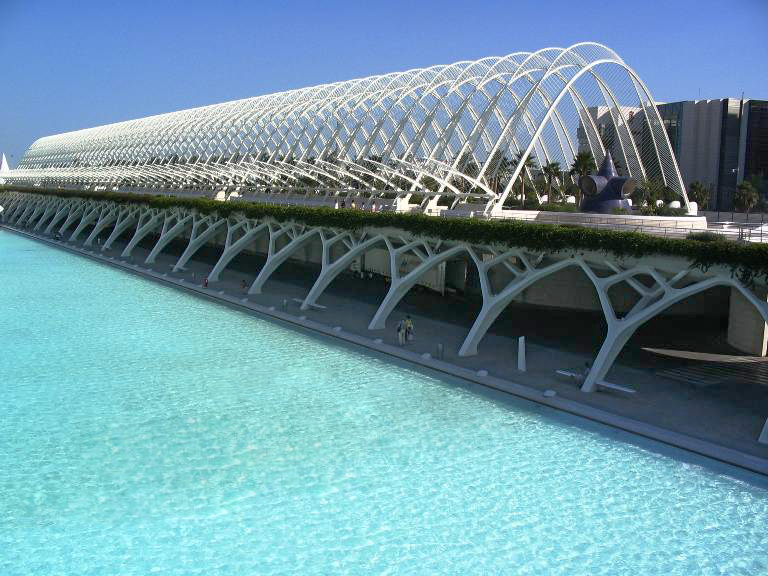
L’Umbracle

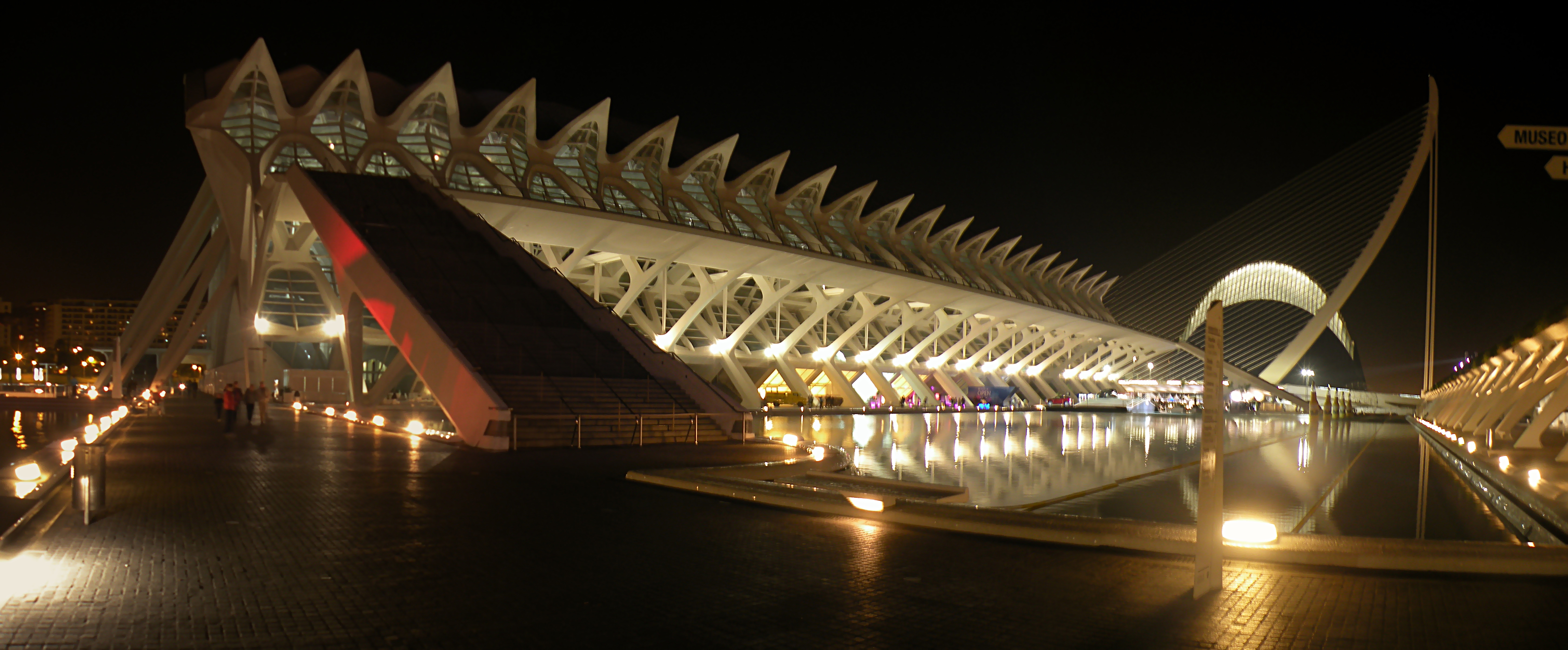
Музей науки и техники принца Фелиппе, адаптированный для школьников, которым предлагается обязательно трогать и приводить в действие его экспонаты.

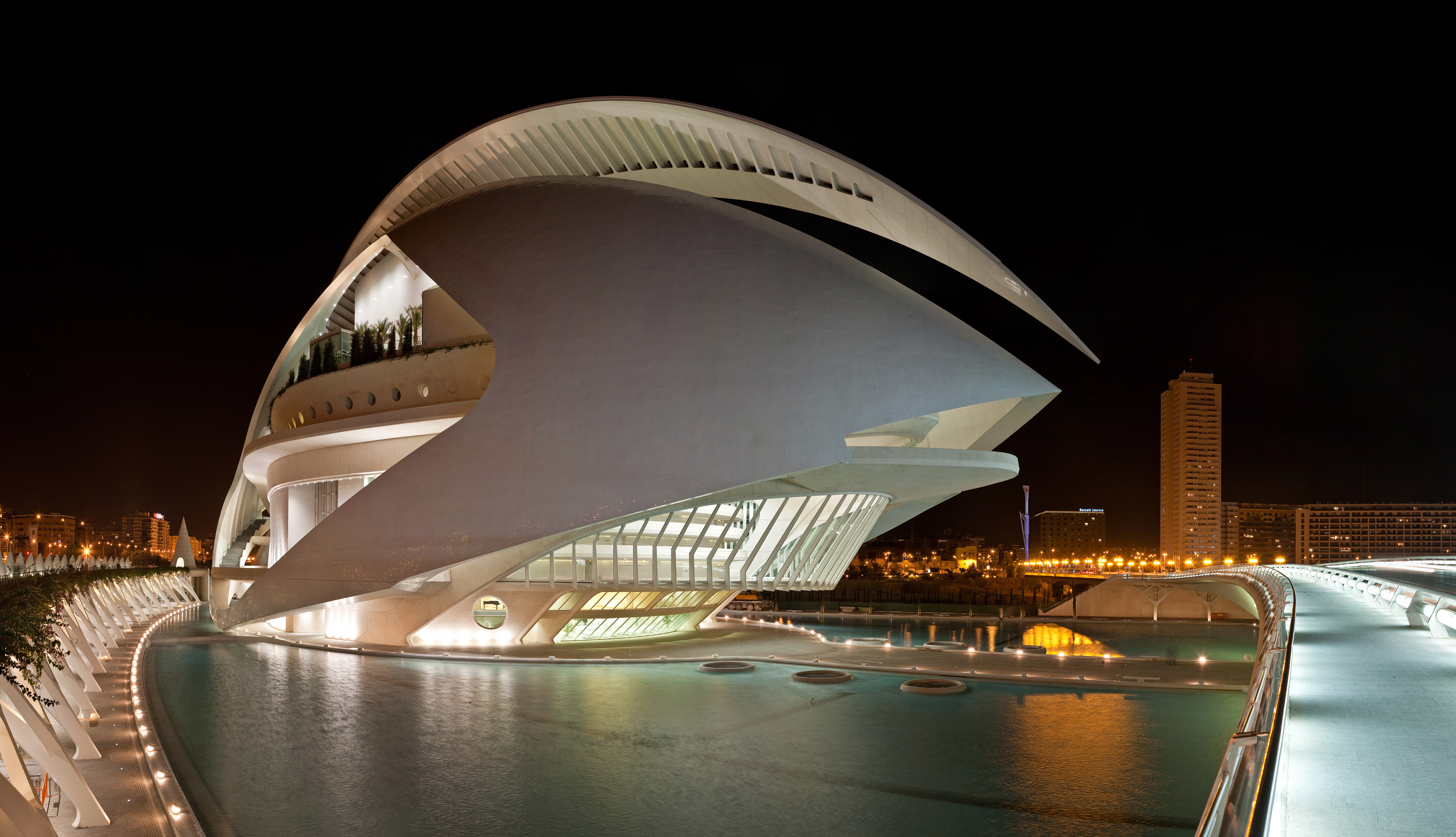
Дворец искусств королевы Софии

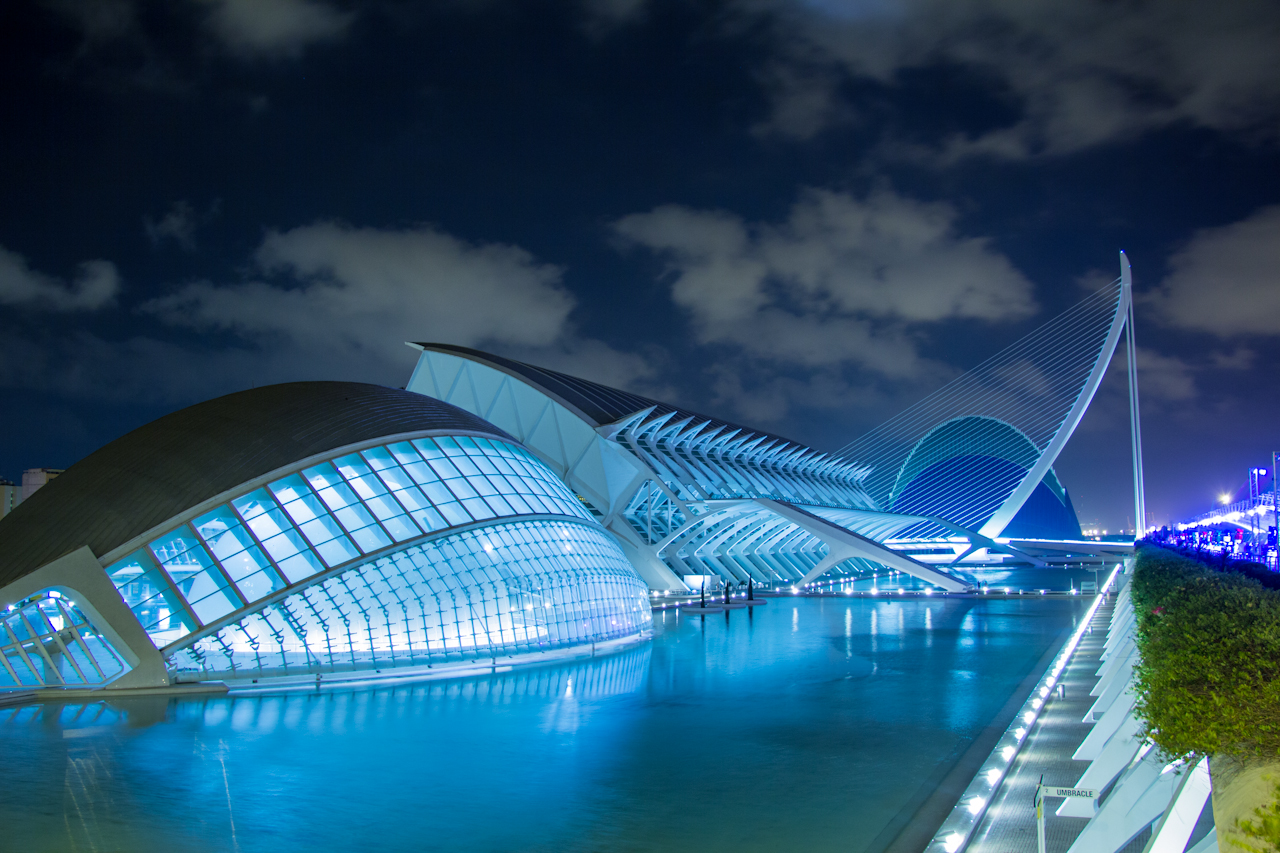
Общий вид на город искусств и наук

Город искусств и наук (валенс. Ciutat de les Arts i les Ciències, исп. Ciudad de las Artes y las Ciencias) — архитектурный комплекс из пяти сооружений на осушенном дне реки Турия в городе Валенсия, Испания. Дизайн принадлежит валенсианскому архитектору Сантьяго Калатраве, работа над проектом началась в 1989 году. Комплекс является одним из выдающихся образцов современной архитектуры.

## Состав комплекса
«Город» состоит из пяти зданий, обычно называемых по их валенсийским названиям:
- Дворец искусств королевы Софии (El Palau de les Arts Reina Sofía) — оперный театр и сцена для других театральных постановок.
- L’Hemisfèric — кинотеатр IMAX, планетарий, театр лазерных постановок.
- Умбракл (L’Umbracle) — галерея / сад.
- Музей науки принца Филиппа (El Museu de les Ciències Príncipe Felipe) — научный музей.
- L’Oceanogràfic — океанографический парк на открытом воздухе.
- Мост Золотая плотина[англ.] (Assut de l’or) (2008) — белоснежный вантовый мост, пересекающий сухое русло реки Турия. Башня моста, высотой 125 метров, является самой высокой точкой в городе.
- Агора (L’Agora) (2009) — крытая площадь, на которой проводятся концерты и спортивные мероприятия.

Кроме того, в составе комплекса предполагалось строительство трёх небоскрёбов Valencia Towers высотой 308, 266 и 220 м. Проект был отложен, и возможность того, что он будет завершен, многими представляется сомнительной.
Комплекс окружен парками, ручьями и бассейнами, эта территория — популярное место отдыха жителей и гостей города, здесь работают бары и кафе.

## История

### Истоки проекта
В 1989 году президент Валенсии Жуан Лерма принял идею, которую предложил Хосе Мария Лопес Пайнро — профессор истории наук университета Валенсии, построить научный музей в парке старого русла реки Турия. Лерма поручил разработать проект музея команде, которая проектировала и строила на подобных пространствах с аналогичными характеристиками в Мюнхене, Канаде и Лондоне. Архитектура музейного комплекса должна быть исключительной.
«Город науки» — название, которое автономное правительство присвоило проекту. План включал 370-метровую башню связи, которая была бы на третьем месте в мире; планетарий и музей науки. Общая стоимость работ оценивалась примерно в 25 млрд песет или около 150 млн евро.
Проект «Города науки» тем не менее вызывал множество разногласий. Народная партия видела в «Городе науки» «работы фараонов», который, по их мнению, послужит увеличению эго социалистов, которые были инициаторами проекта. Башня связи была главным объектом критики. Тем не менее, работа продолжалась.

### Строительство
В мае 1991 года совет одобрил передачу земель. Четыре месяца спустя был представлен проект, разработанный Сантьяго Калатрава.
Видение музея командой, которая разработала его, не сочеталась с формой, в которой Сантьяго Калатрава задумал здание. Таким образом, были внесены некоторые изменения.

### Открытие
В апреле 1998 года открыло свои двери для публики первое здание комплекса: L’Hemisfèric. 

Одиннадцать месяцев спустя президент Валенсии Эдуардо Заплана торжественно открыл Музей науки и техники принца Филиппа, хотя строительство в этот момент ещё не было завершено. Музей был открыт для публики двадцатью месяцами позже. 

12 декабря 2002 года состоялось открытие L’Oceanographic (самый большой аквариум в Европе). 

Наконец, 8 октября 2005 года был открыт дворец искусств королевы Софии, который стал оперным театром Валенсии.